# 迪爾菲爾德鎮區 (伊利諾伊州富爾頓縣)
迪爾菲爾德鎮區（英語：Deerfield Township）是位於美國伊利諾伊州富爾頓縣的一個行政鎮區。

## 地方資料
根據2010年美國人口普查的數據，迪爾菲爾德鎮區的面積為88.90平方千米，當中陸地面積為88.50平方千米，而水域面積為0.40平方千米。當地共有人口255人，而人口密度為每平方千米2.87人。